# Andromeda VIII
Andromeda VIII è una galassia nana, satellite della galassia a spirale di Andromeda (M31). Si compone di circa 400 000 stelle ed è anche nota come galassia trasparente, essendo costituita da un sistema di stelle molto diffuso, senza nessuna concentrazione apparente. Per questo motivo, essa è stata scoperta solo quando un gruppo di astronomi ha studiato in dettaglio le orbite delle stelle in una regione di cielo nei pressi di M31: solo questa analisi dinamica ha permesso di scoprire la loro appartenenza ad un nuovo ed indipendente sistema stellare, la galassia Andromeda VIII, appunto.
Pur essendo le sue stelle ben visibili ai nostri telescopi e pur essendo una delle galassie a noi più vicine, nessuno si era mai accorto della sua presenza. D'altra parte, mentre la sua luminosità totale è simile a quella di M32 (la maggiore delle galassie satellite di M31), le sue stelle sono distribuite su di un'area della volta celeste circa 10 volte più estesa; questo giustifica in parte le difficoltà incontrate nell'individuarla.
Andromeda VIII ha una forma molto allungata, a causa della forte attrazione esercitata da M31: le dimensioni lineari sono di circa 2 per 7 kiloparsec, quelle apparenti (nel cielo della Terra) corrispondono a circa un grado quadrato (grosso modo l'estensione apparente della Luna piena).
Il destino di Andromeda VIII è segnato: nel corso delle prossime centinaia di milioni di anni essa verrà completamente distrutta dalle enormi forze mareali a cui è già ora sottoposta, e le sue stelle verranno inglobate nel disco della galassia di Andromeda. 